# El regreso de Hércules
El regreso de Hércules (título original: Hercules Reborn) es una película estadounidense de acción y aventura de 2014, dirigida por Nick Lyon, escrita por Jim Hemphill y Jose Montesinos, musicalizada por Chris Ridenhour, en la fotografía estuvo Eric Gustavo Petersen y los protagonistas son John Hennigan, Christian Oliver y Marcus Shirock, entre otros. El filme fue producido por The Asylum y se estrenó el 8 de julio de 2014.

## Sinopsis
La novia de un joven es raptada por un perverso rey, entonces él contacta a Hércules para poder rescatarla. El héroe caído estuvo exiliado por quitarle la vida a su familia, pero la valentía del joven lo inspira. Unidos pelearán para liberar a la novia y restaurar el honor de Hércules.